# Ławeczka Gerarda Cieślika w Chorzowie
Ławeczka Gerarda Cieślika w Chorzowie – ławka pomnikowa dedykowana piłkarzowi Gerardowi Cieślikowi, odsłonięta przed budynkiem Poczty Głównej w Chorzowie w 2014 roku.
Autorem rzeźby jest artysta Tomasz Wenklar. Pomnik wykonano w brązie. Ma wymiary: 180 cm wysokości, 210 cm długości i 70 cm szerokości. Gerard Cieślik przedstawiony został w stroju sportowym, tuż przed oddaniem strzału piłką. Artysta upamiętnił udział piłkarza z drużyną Polski w meczu przeciwko drużynie ZSRR rozegranym na Stadionie Śląskim 20 października 1957 roku. Był to mecz eliminacyjny do Mistrzostw Świata 1958. Cieślik strzelił dwie bramki. Odsłonięcie ławeczki miało miejsce 18 grudnia 2014 roku. W uroczystości odsłonięcia pomnika wzięli udział: żona piłkarza Krystyna Cieślik oraz jego syn Jan Cieślik. W 2016 roku dodano brązową tablicę z napisem: GERARD CIEŚLIK LEGENDARNY PIŁKARZ RUCHU CHORZÓW.
Pomnik zlokalizowany jest u szczytu chorzowskiej ul. Wolności, przed budynkiem poczty.

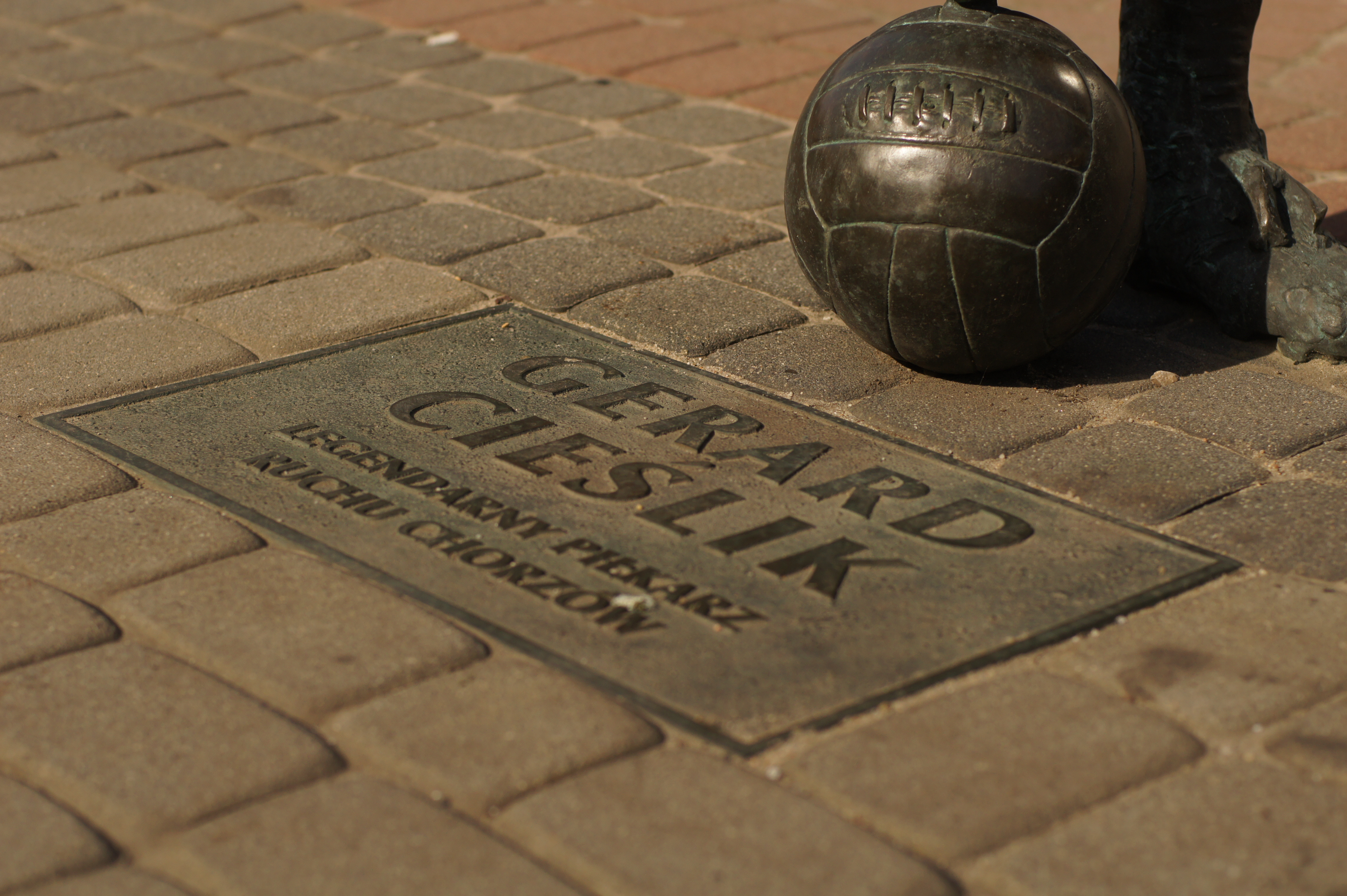
Tablica przy pomniku